# Mihal Grameno

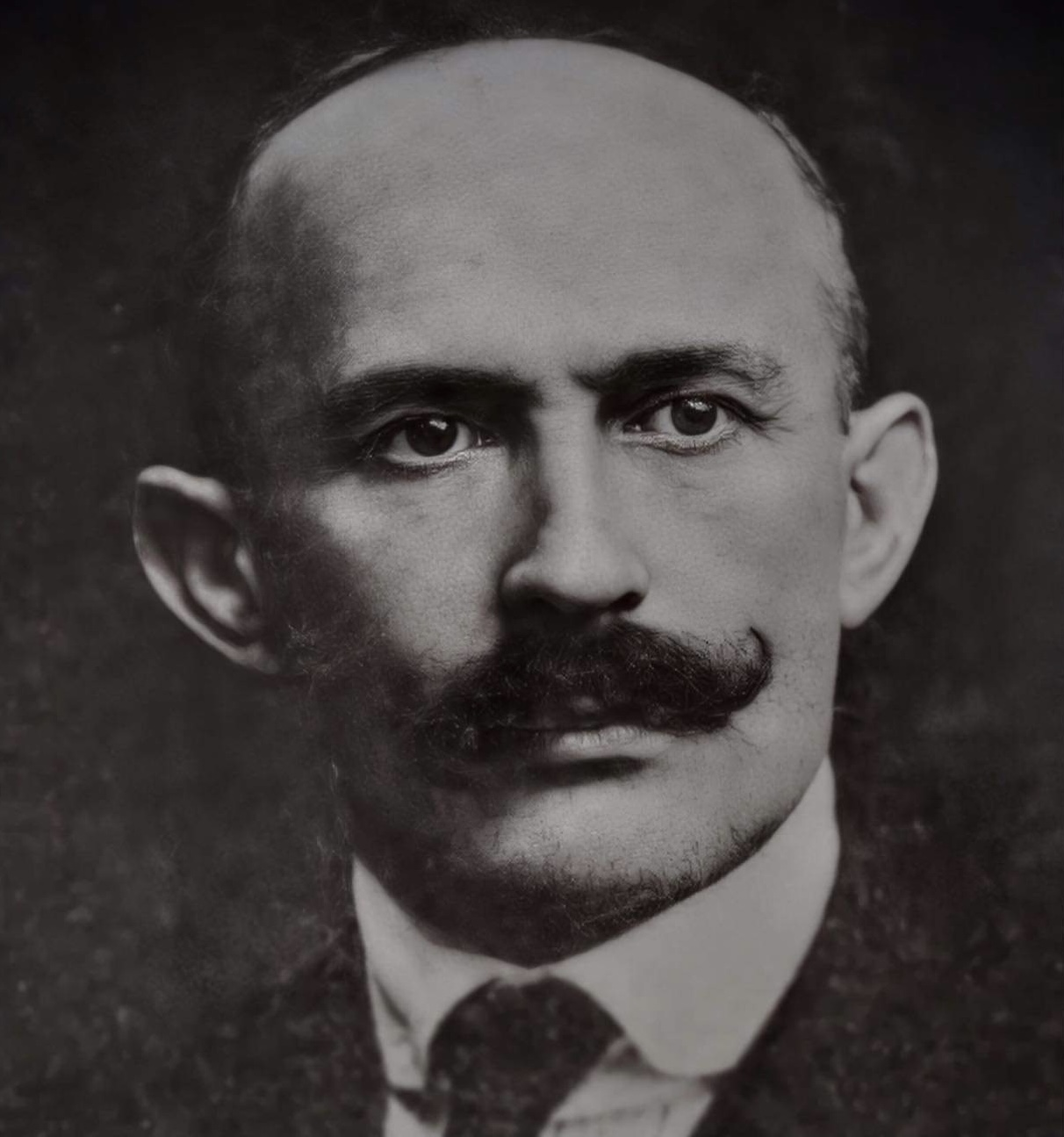
Mihal Grameno.

Mihal Grameno, född 1872, död 1931, var en albansk publicist. Många av hans historier är baserade på krigen mot osmanerna för ett självständigt Albanien. Han var även en poet som skrev dikter om sitt hemland.
Mihal Grameno föddes i en köpmansfamilj och fick sekundärutbildning i Korçë. Han emigrerade till Rumänien 1885 men återvände sedan till hemlandet.
Han blev involverad i det albanska nationella uppvaknandet, blev sekreterare för ett albanskt samfund och sedan krigare i en nygrundad väpnad grupp som bedrev gerillakrigföring mot turkiska trupper i Albanien. Tillsammans med följeslagaren Çerçiz Topulli gick de från by till by för att upplysa om albanernas predikament. 
Turkiska tjänstemän sände militära förstärkningar för att tillfångata upprorsmännen. Ett enda slag på två år ägde rum, varvid fem av krigarna omringades varav bara en kunde tillfångatas av den turkiska armén.
Grameno grundade den Ortodoxa ligan 1909 och var redaktör för organisationens tidning. Han var även redaktör för veckotidningen Koha som till början utgavs i Korçë, men senare i New York där han bodde mellan 1915 och 1919. Han var också redaktör för tidningen Perlindja e Shqipëniës 1913-14. Han återvände till Europa för att representera Albanien vid fredskonferensen i Paris 1919 och följande år bosatte han sig återigen i Albanien.
Han deltog i Manastirkongressen 1908.
På 1920-talet bedrev han journalistisk och litterär verksamhet men tvangs att dra sig tillbaka från det offentliga livet under Ahmet Zogus diktatur.